# Teri Weigel
Teresa "Teri" Susan Weigel (Ft. Lauderdale, Florida; 24 de febrero de 1962) es una actriz pornográfica y playmate estadounidense.

## Primeros años
Weigel nació en Fort Lauderdale y creció en Deerfield Beach. Comenzó a trabajar como modelo en su adolescencia, apareciendo en el catálogo de Saks Fifth Avenue entre otros lugares.

## Carrera
Su primera aparición en la portada de Playboy de la edición de noviembre de 1985, y luego fue la Playmate de abril de 1986. Weigel también apareció en varios vídeos de Playboy. Posteriormente tuvo varios papeles menores en cine convencional, incluyendo Depredador 2 y Señalado por la muerte, y ha hecho varias apariciones como "Jade" en la serie Casados con hijos. También fue la segunda Playmate en aparecer en la revista Penthouse, después de Ursula Buchfellner, en noviembre de 1985. También trabajó durante un tiempo en el Bunny Ranch, donde terminó en septiembre de 1998.
Weigel sufrió un grave accidente de coche en agosto de 1990, resultando lesionada en el cuello y en la espalda, lo cual requirió de cinco intervenciones quirúrgicas. Casi al mismo tiempo, Weigel y Playboy se distanciaron en sus negocios. El resultado llevó a Weigel a la quiebra, se vio obligada a vender su casa y mudarse a un apartamento.
Weigel decidió dedicarse al cine porno como medio para ganar dinero, y su entrada en la industria fue asistida por sus vecinos de apartamento, produciendo películas para adultos. Su primera película fue Inferno en 1991, coprotagonizada con Marc Wallice. Como resultado de ello, Weigel entró en la lista negra de Playboy en 2000. Playboy demandó a Weigel por el uso del logo de Playboy en su sitio web.
En 2005, Weigel fue una de las muchas actrices porno incluidas en el Salón de la Fama AVN en los Premios AVN, los premios más importantes de la industria que se celebran anualmente en Las Vegas.
A partir de septiembre de 2009, Weigel estaba trabajando como Chica Bikini en botes de alquiler de pesca en Fort Pierce, Florida.

## Vida personal
Se casó con Murrill Maglio en diciembre de 1986.